# Queso Västerbotten
El västerbotten es un queso de la región sueca de Västerbotten. Es un queso duro de leche de vaca con agujeritos y una textura firme y granular. Como en el queso Cheddar, la cuajada se calienta, corta y remueve antes de que poner el queso a envejecer en moldes. Tiene un sabor fuerte descrito como similar al parmesano, salado, pero con notas más amargas. Es de color amarillo claro y tiene un contenido graso del 31 %. Algunos suecos lo consideran el rey de los quesos y su demanda a menudo supera su limitada oferta. Debe envejecer un mínimo de 12 meses, siendo lo más frecuente 14.
La localidad de Burträsk (actualmente parte del municipio de Skellefteå) reclama la invención del queso Västerbotten en la década de 1870, supuestamente por parte de una lechera, Eleonora Lindström. Según la leyenda, se quedó sola removiendo la cuajada de un queso tradicional pero fue interrumpida, bien por otras tareas o por una cita con su amante. Esto hizo que se alternaran los periodos de calentamiento y remoción de la cuajada.